# Dutch Masters 1983
Das Dutch Masters 1983 (auch Holland Masters 1983) im Badminton fand Ende Oktober 1983 in Rotterdam, Niederlande, statt.

## Finalresultate
| Disziplin    | Sieger                           | Finalist                    | Ergebnis    |
| ------------ | -------------------------------- | --------------------------- | ----------- |
| Herreneinzel | Icuk Sugiarto                    | Hastomo Arbi                | 15–11, 15–6 |
| Dameneinzel  | Ivanna Lie                       | Kirsten Larsen              | 11–4, 12–10 |
| Herrendoppel | Rudy Heryanto Hariamanto Kartono | Jalani Sidek Razif Sidek    | 15–4, 15–9  |
| Damendoppel  | Ivanna Lie Rosiana Tendean       | Gillian Gilks Helen Troke   | 15–8, 15–12 |
| Mixed        | Martin Dew Gillian Gilks         | Mike Tredgett Karen Chapman | 15–4, 15–10 |